# マスター・オブ・リアル・カンフー 大地無限
『マスター・オブ・リアル・カンフー 大地無限』（マスター・オブ・リアル・カンフー だいちむげん、原題：太極張三豐）は、太極拳の創始者といわれている張三丰を主人公にした1993年の香港映画。監督はユエン・ウーピン、主演はリー・リンチェイで、史実よりもカンフーアクションを重視した典型的な香港映画。なお、リー・リンチェイが、「李陽中」名義で製作した。

## ストーリー
幼い頃から兄弟のように仲良く少林寺で修行を積んで育ったクンパオ（張三丰）とティンパオ。ある日、暴力沙汰が問題で少林寺を破門され二人は別々の道を歩き出す。やがて2人は決闘する運命に。太極拳を取り入れたアクションシーンが見所。

## キャスト
- リー・リンチェイ（李連杰） - 張 君宝（チャン・クンパオ=張三丰）
- ミシェール・キング（楊紫瓊） - 秋雪（チウ・シュエ）
- チン・シュウホウ（錢小豪） - 董 天宝（トン・ティンパオ）
- ユェン･チョンヤン（袁祥仁） - 凌道長（リン道士）
- ラウ・シュン（劉洵） - 覚遠（君宝と天宝の先生）
- ユエ・ハイ（于海） - 武術の師匠
- ツァン・チエン・フウ（孫建魁） - 宦官リュウ
- フェニー・ユン（袁潔瑩） - リュウの妹

### 日本語吹き替え
| 役名         | 日本語吹き替え | 日本語吹き替え |
| 役名         | VHS版          | DVD版          |
| ------------ | -------------- | -------------- |
| クンパオ     | 池田秀一       | 川本克彦       |
| ティンパオ   |                | 清水敏孝       |
| チウ・シュエ | 岡村明美       | 魏涼子         |
| リン道士     |                | 小室正幸       |
| 宦官リュウ   |                | 佐々木睦       |
| リュウの妹   |                | 城雅子         |

## スタッフ
- 監督：ユエン・ウーピン（袁和平）
- 製作：李陽中（李連杰）
- 撮影：ラウ・ムントン
- 脚本：イップ・クォンキム